# Liste des navires de la marine austro-hongroise
Liste des navires de la marine austro-hongroise.

## Cuirassés

### de première génération
- Classe Drache :
  - SMS Drache (1861)
  - SMS Salamander (1861)
- Classe Kaiser Max : 
  - SMS Kaiser Max (1862)
  - SMS Prinz Eugen (1862)
  - SMS Don Juan d'Austria (1862)
- Classe Erzherzog Ferdinand Max : 

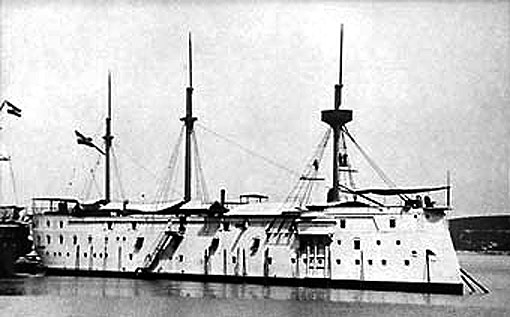
SMS Erzherzog Ferdinand Max

  - SMS Erherzog Ferdinand Max (1865)
  - SMS Habsburg (1865)

### àbatterie centrale

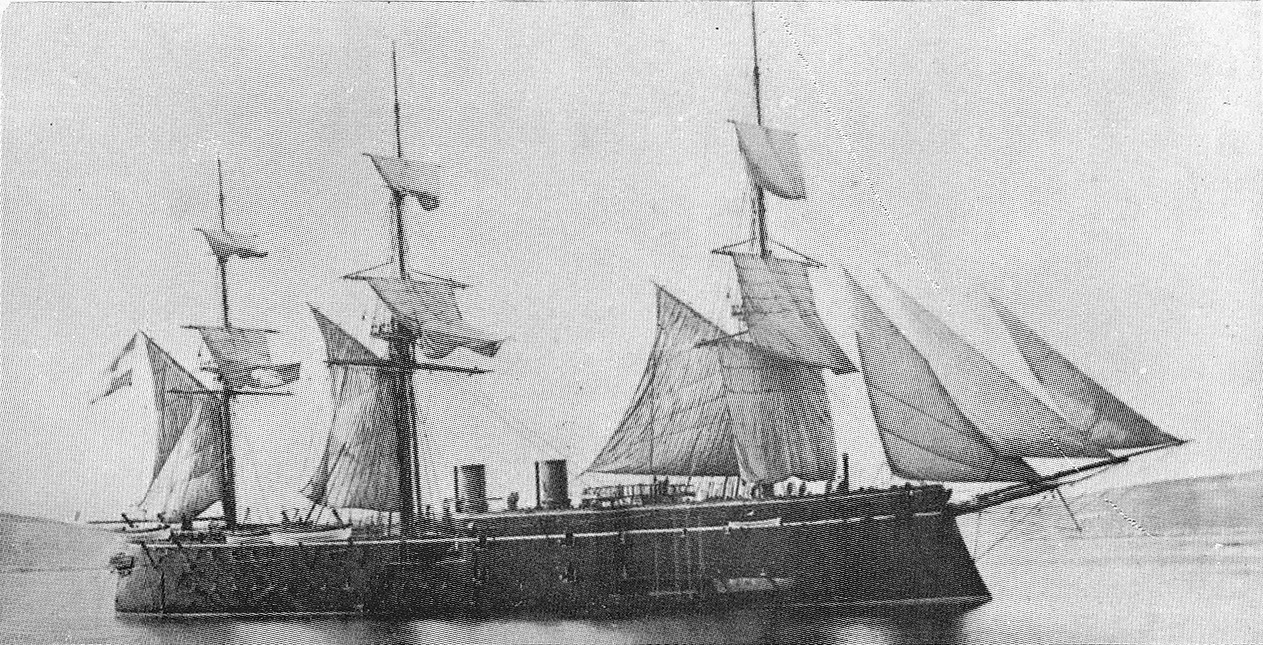
SMSCustoza

- SMS Lissa (1869)
- SMS Kaiser (1858)
- SMS Erzherzog Albrecht (1872)
- SMS Custoza (1872)
- Classe Ersatz Kaiser Max :
  - SMS Kaiser Max (1875)
  - SMS Prinz Eugen (1877)
  - SMS Don Juan d'Austria (1875)
- SMS Tegetthoff (1878)

### Pré-dreadnoughts
- Classe Kronprinz
  - SMS Kronprinz Erzherzog Rudolf (1887)
  - SMS Kronprinzessin Erzherzogin Stephanie (1887)
- Classe Monarch
  - SMS Budapest (1895)
  - SMS Monarch (1895)
  - SMS Wien (1896)
- Classe Habsburg
  - SMS Habsburg (1900)
  - SMS Árpád (1901)
  - SMS Babenberg (1902)

- Classe Erzherzog Karl
  - SMS Erzherzog Karl (1903)
  - SMS Erzherzog Friedrich (1904)

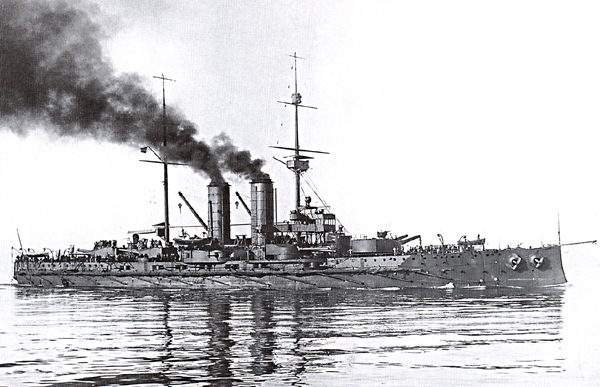
SMS Radetzky

  - SMS Erzherzog Ferdinand Max (1905)
- Classe Radetzky
  - SMS Erzherzog Franz Ferdinand (1908)
  - SMS Radetzky (1909)
  - SMS  Zrínyi (1910)

### Dreadnoughts

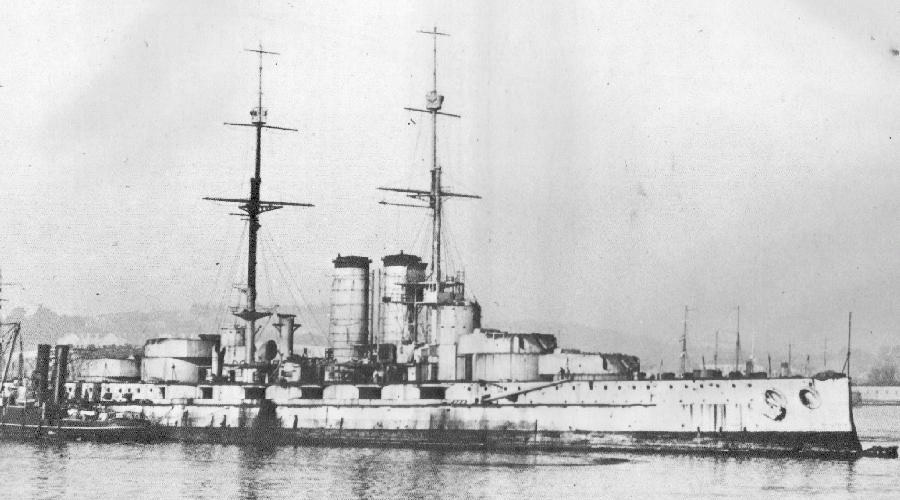
Prinz Eugen

- Classe Tegetthoff
  - SMS Viribus Unitis (1912)
  - SMS Tegetthoff (1913)
  - SMS Prinz Eugen (1914)
  - SMS Szent István (1915)
- Classe Ersatz Monarch

## Croiseurs

### Croiseurs lance-torpilles
- Classe Zara :
  - SMS Zara (1879)
  - SMS Spalato (1879)
  - SMS Sebenico (1882)
  - SMS Lussin (en) (1883)

### Croiseurs protégés
- Classe Panther :(Torpilleur)
  - Leopard (1885) - 1920
  - Panther (1885) - 1920
- Tiger (1887) - 1920
- Classe Kaiser Franz Joseph I :

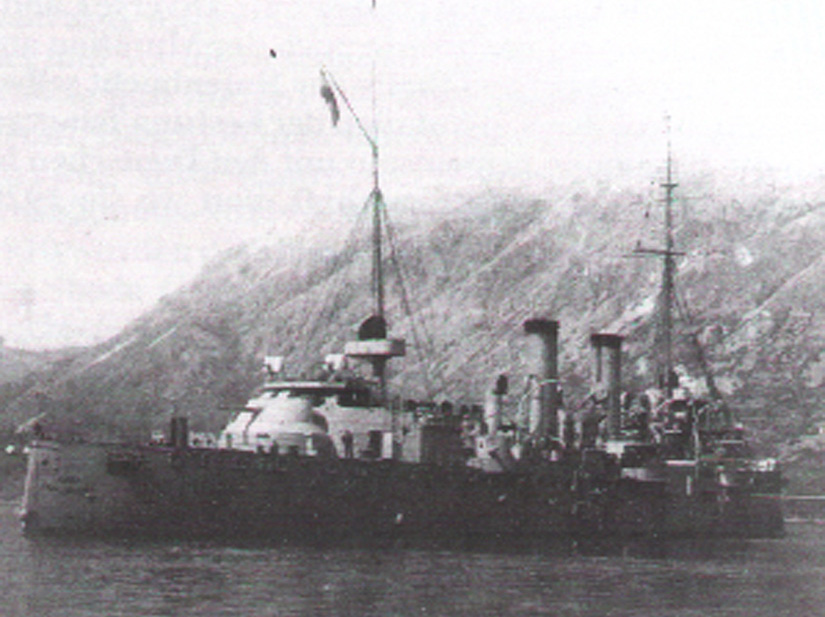
SMS Franz Joseph I

  - SMS Kaiser Franz Joseph I (1889) - 1919
  - SMS Kaiserin Elisabeth (1890) - 1914

### Croiseurs cuirassés

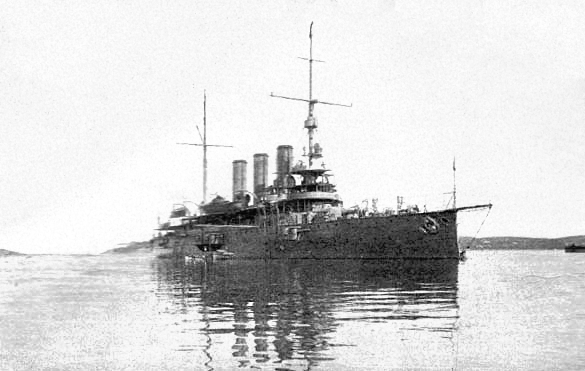
SMS Sankt Georg

- SMS Kaiserin und Königin Maria Theresia (1893) - 1920
- SMS Kaiser Karl VI (1898) - 1920
- SMS Sankt Georg (1903) - 1920

### Croiseurs légers

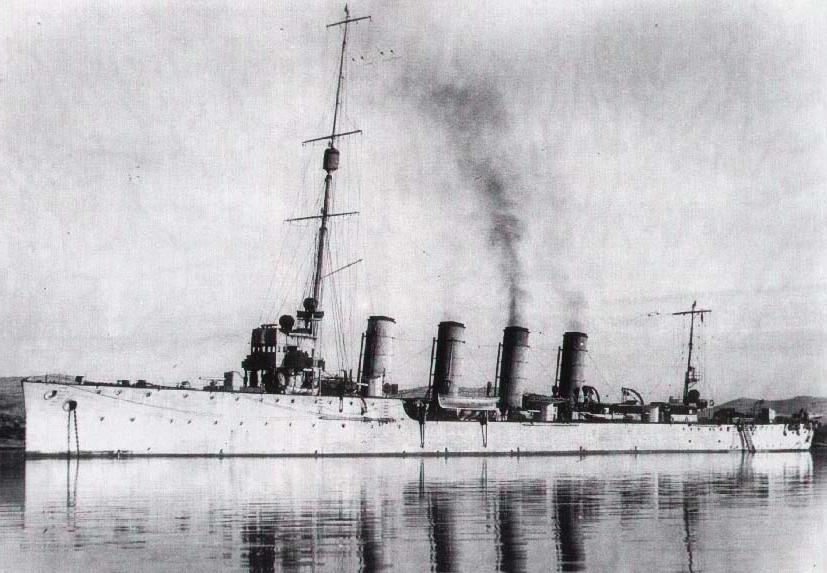
SMS Saida

- Classe Zenta :
  - SMS Aspern (1899) - 1914
  - SMS Szigetvár (1899) - 1920
  - SMS Zenta (1899) - 1914
- SMS Admiral Spaun (1910)
- Classe Novara :
  - Saida (1912) - 1937
  - Helgoland (1912) -1937
  - Novara (1913) -1941

## Destroyers
- Meteor (1887) - 1920
- Classe Blitz:  6 unités

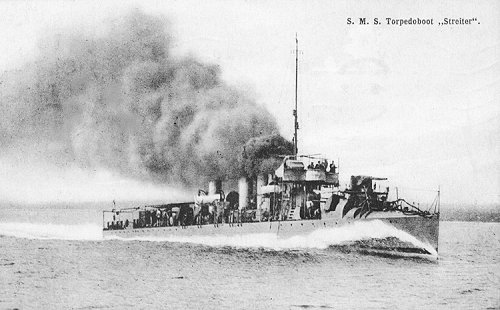
SMS Streiter

  - SMS Blitz, SMS Komet, SMS Planet (1889), SMS Trabant, SMS Satellit et SMS Magnet (1896)
- Classe Huszar :  12 unités(1905-1910) 
  - SMS Huszar, SMS Csikos, SMS Dinara, SMS Pandur
  - SMS Reka, SMS Scharfshutze, SMS Streiter, SMS Turul
  - SMS Ulan, SMS Uskoke, SMS Velebit, SMS Wildfang
- SMS Warasdiner (1912) - 1920
- Classe Tátra : 6 unités (1912) 
  - SMS Tatra, SMS Balaton, SMS Lika, SMS Triglav, SMS Orjen, SMS Csepel
- Classe de remplacement Triglav : 4 unités (1916)
  - SMS Lika II, SMS Triglav II, SMS Dukla et SMS Uzsok.

## Autres bâtiments

### Frégatesà voile
- Bellona (en) (vaisseau lancé en 1811, rasé en frégate en 1823)[1]
- Lipsia[1]
- Augusta[1]
- Austria[1]
- Ebe[1]
- Guerriera, puis Juno après 1849[1]
- Venere, puis Venus après 1849 (1832)[1]
- Bellona (II) (1842)
- Novara (1850), motorisée en 1861[1]
- Schwarzenberg (1853 - motorisée en 1861)[1]

### Corvettes
- Clemenza puis Minerva après 1849 (1838-1861)[2]
- Veloce (II) puis Diana après 1849 (1834-1868)[2]
- Carolina (III) (1847-1870)[2]

### Bricks(entre 1831-1849)
- SMS Pylades
- SMS Pola
- SMS Montecuccoli
- SMS Hussar

### Goélettes
- SMS Arthemisia
- SMS Arethusa
- SMS Saida
- SMS Dromedar
- SMS Bravo
- SMS Fido
- SMS Camaeleon

### Bateaux à aubes(entre 1843-1854)
- SMS Roma
- SMS Jupiter
- SMS Gorzkowski
- SMS Messagiere
- SMS Achilles
- SMS Taurus
- SMS Vulkan
- SMS Custoza
- SMS Curtatone
- SMS Santa Lucia
- SMS Volta
- SMS Prinz Eugen
- SMS Kaiserin Elisabeth

### Frégatesmotorisées
- SMS Radetzky (1854)
- SMS Adria (1856)
- SMS Donau (1856)
- SMS Novara (1850) - ex-frégate à voile, 1862
- SMS Schwarzenberg - ex-frégate à voile, 1862
- SWMS Radetzky (1872) - puis Adria (1908)
- SMS Laudon (1873) - puis Schwarzenberg (1900)

### Corvettesmotorisées
- SMS Erzherzog Friedrich (1857)
- SMS Dandolo (1858)
- SMS Donau (1874)
- SMS Saida (1878) - puis Minerva (1912)
- SMS Donau (1893)

### Sloops motorisés
- SMS Helgoland (1867)
- SMS Fasana (1870) - puis Gamma (1902)
- SMS Zrinyi (1870)
- SMS Aurora (1873)
- SMS Frundsberg (en) (1873)

### Torpilleurslégers
- SMS Panther (1885) (1885)
- SMS Leopard (1885)
- SMS Tiger (1887)

## Bateaux blindés et fluviaux
- SMS Maros & SMS Leitha (1871)
- SMS Kaiser (1860) - ancien bâtiment de ligne, 1871
- SMS Körös & SMS Szamos (1892)
- SMS Temes & SMS Bodrog (1904)
- SMS Enns (1913)
- SMS Sava & SMS Bosna (1915)
- SMS Nr XI & SMS Nr XII (planifié 1917)

## Canonnières

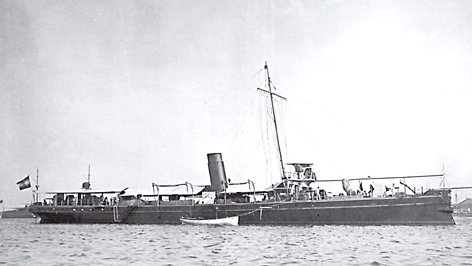
Canonnière SMS Planet

- SMS Meteor (1887)
- SMS Blitz (1888)
- SMS Komet (1888)
- SMS Planet (1889)
- SMS Trabant (1890)
- SMS Satellit (1892)
- SMS Magnet (1896)
- Classe Fogas (1915)
- Classe Wels  (1915)
- Classe Stöhr  1918)

## Sous-marins

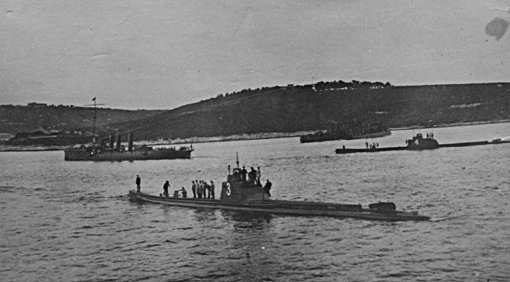
SM U-3 austro-hongrois

- série SMU 1 - SMU 4
- série SMU 5 - SMU 11
- série SMU 12 - SMU 17
- série SMU 20 - SMU 27
- série SMU 28 - SMU 40
- série SMU 41 - SMU 47